# Henry Waxman
Henry Arnold Waxman (ur. 12 września 1939 w Los Angeles) – amerykański polityk, członek Partii Demokratycznej.

## Działalność polityczna
Od 1969 zasiadał w Zgromadzeniu Stanowym Kalifornii. Następnie od 3 stycznia 1975 do 3 stycznia 1993 przez dziewięć kadencje był przedstawicielem 24. okręgu, następnie do 3 stycznia 2003 przez pięć kadencji przedstawicielem 29. okręgu, od 3 stycznia 2003 do 3 stycznia 2013 przez pięć kadencji przedstawicielem 30. okręgu, a następnie przez jedną kadencję do 3 stycznia 2015 przedstawicielem 33. okręgu wyborczego w stanie Kalifornia w Izbie Reprezentantów Stanów Zjednoczonych.